# Naďa Konvalinková
Naďa Konvalinková (Prag, 18. travnja 1951.) češka je filmska, televizijska i kazališna glumica.

## Životopis
Nakon što je završila Akademiju dramske umjetnosti u Pragu, Naďa Konvalinková počela je raditi u plzeňskom kazalištu J. K. Tyl, a kasnije i u Praškom gradskom kazalištu.
Od njezinih brojnih filmskih uloga najpoznatija je uloga u filmu Večera za Adele.
Od 1980. do 2005. godine bila je u braku s glumcem Oldřichom Kaiserom s kojim ima kćer Karolinu koja je također glumica.
Njezina borba s prekomjernom težinom privlačila je medijsku pozornost. Godine 2011. vodila je televizijsku emisiju Jste to, co jíte (hrv. To ste što jedete), a prije toga je sedam godina bila jedna od voditeljica kulinarske emisije Pochoutky (hrv. Delicije).

## Izabrana filmografija
- Večera za Adele (1977.)
- Služio sam engleskog kralja (2006.)
- Priče s tavana (2009.)

## Vanjske poveznice
- Naďa Konvalinková u internetskoj bazi filmova IMDb-u (engl.)